# هايدن نج
هايدن نج (بالإنجليزية: Hayden Ng)‏ هو مصمم أزياء سنغافوري، ولد في 20 يناير 1966 في سنغافورة.

## وصلات خارجية
- الموقع الرسمي